# René García Valenzuela
René García Valenzuela (Santiago, 1 de enero de 1903-Ibíd, 16 de marzo de 1993) fue un médico cirujano y político chileno, miembro del Partido Radical (PR). Se desempeñó como ministro de Salubridad, Previsión y Asistencia Social de su país, durante las vicepresidencias de Alfredo Duhalde Vásquez y Juan Antonio Iribarren Cabezas. Además, fue masón, siendo Gran Maestro de la Gran Logia de Chile entre 1944-1947 y 1969-1974.

## Familia y estudios
Nació en Santiago de Chile el 1 de enero de 1903, siendo el segundo de los cinco hijos del matrimonio conformado por el médico Adeodato García Valenzuela, quien fuera gran maestro de la Gran Logia de Chile entre junio y septiembre de 1924, y por Zulema Valenzuela Basterrica. Realizó sus estudios primarios en el Colegio Alemán de Santiago y los secundarios en el Liceo de Aplicación. Continuó los superiores en la Universidad de Chile, titulándose como médico cirujano en 1929, con la tesis Estudio clínico y parasitológico de la malaria experimental, que obtuvo distinción máxima.
Se casó con Adriana López García, con quien tuvo dos hijas, Paulina y Ximena.

## Carrera profesional y política
Inició su actividad profesional siendo ayudante de química general y jefe de trabajos prácticos del profesor Juan Noé Crevani. Luego, fue médico y jefe de la Oficina de Invalidez de la Caja del Seguro Obrero (actual Instituto de Previsión Social), y más adelante, ayudante jefe de servicios y jefe de Sección del Hospital San José, llegando a ejercer como director del establecimiento. De la misma manera, actuó como director del Hospital Psiquiátrico El Peral, y consejero de la Junta Central de Beneficencia.
Militante del Partido Radical (PR), el 6 de septiembre de 1946, fue nombrado por el vicepresidente de la República Alfredo Duhalde Vásquez como titular del Ministerio de Salubridad, Previsión y Asistencia Social, permaneciendo en el cargo durante la seguida vicepresidencia de Juan Antonio Iribarren Cabezas hasta el 3 de noviembre de ese año, fecha en que finalizó esa administración interina.
A continuación, en 1947, asumió como director general de la Dirección General de Beneficencia y Asistencia Social, y posteriormente, sirvió como secretario y tesorero del 4° Congreso Panamericano de la Tuberculosis. Por otra parte, fue consejero de la Asociación Chilena de Asistencia Social, director de la Sociedad Chilena de Tisiología y de la Sociedad Constructora de Establecimientos Hospitalarios S. A., y el primer presidente del Colegio Médico de Chile (1949-1950). Asimismo, fue miembro de la Asociación Médica de Chile, miembro correspondiente de la Sociedad de Tisiología de Argentina y socio del Rotary Club.

## Masonería
En paralelo a su ámbito profesional y político, fue miembro de la masonería, iniciándose como tal el 17 de noviembre de 1922 en la Logia "Unión Fraternal" n° 1, de Santiago. En esa organización, fue elegido como venerable maestro para el período entre 1958 y 1959, abandonando el puesto en agosto de ese último año. En 1938, se integró a la Logia "Hermes" n° 52 de Santiago, ostentando los cargos de orador y venerable maestro. En esa oportunidad, además, formó parte del consejo directivo del mandato del gran maestro Hermógenes del Canto Aguirre.
En mayo de 1944, fue elegido como gran maestro de la Gran Logia de Chile, renunciando al cargo por motivos de salud, el 15 de octubre de 1947. El 8 de octubre de 1953, debido a la renuncia del gran maestro Orestes Frödden Lorenzen (su sucesor), asumió en su lugar de manera provisional. En 1969, volvió a ser elegido como gran maestro para el período entre 1969 y 1974.
Falleció en Santiago el 16 de marzo de 1993, a los 90 años.